# Dihag Holding
Die Dihag Holding (Eigenschreibweise DIHAG Holding) ist eine Anfang der 1990er Jahre von Heinrich Grütering (1939–2010) gegründete deutsche Unternehmensgruppe mit Sitz in Coswig, Sachsen. Das Unternehmen betreibt mehrere Gießereibetriebe in Deutschland, Polen und Ungarn.

## Geschichte
Die Dihag Holding wurde im April 1996 als DIHAG Industrie-Grundbesitz gegründet. Sie umfasste von der Treuhandanstalt übernommene Betriebe in Ostdeutschland. Später wurden weitere Gießereibetriebe eingegliedert. Inhaber des Unternehmens waren Heinrich Grütering und Francois Ostwald aus dem Ruhrgebiet.
2005 beabsichtigte das Unternehmen die Buderus-Gruppe von Bosch zu übernehmen; die Verhandlungen scheiterten jedoch. 2008 wurde die Buderus Spezialguss GmbH in Wetzlar aufgekauft, die im März 2017 liquidiert wurde, nachdem sie insolvent geworden war.
Nach dem Tod von Heinrich Grütering wurde die Dihag-Unternehmensgruppe 2012 an zwei ukrainische Unternehmer, Dvoretskyi und Abdinov, verkauft, die die Gruppe über die Schweizer Beteiligungsgesellschaft Dihag Group AG lenkten. Dazu wurde die Dihag Holding Ende 2011 neu ins Handelsregister Essen eingetragen. Sie war 2012 eine der größten privaten Gießerei-Gruppen in Europa.
2016 erwarb die Dihag Holding die Mehrheit in Höhe von 60 % an der Allard-Europe NV, einer belgischen Gießerei. Ein weiterer Zukauf erfolgte mit dem Getriebewerk Pirna, das durch die Schmiedeberger Gießerei aus der Insolvenz übernommen wurde.
Nach absatzrückgangbedingten Verlusten ihrer Tochtergesellschaften begann die Dihag Holding Anfang 2018 mit einer Konzernumstrukturierung. Im Zuge dessen wurden im Juni 2018 die umsatzstärkste Tochter Mecklenburger Metallguss und die Beteiligung an Allard verkauft. Des Weiteren gab es bei der Walzengießerei Coswig einen Personalabbau. Die Dihag Holding konnte bis Mai 2018 ein Finanzierungskonzept mit Banken und Gesellschaftern ausarbeiten, das die Finanzierung der Holding bis Ende 2021 sicherte. So sollen Banken sich bereiterklärt haben, bestehende Kreditlinien weiterlaufen zu lassen und aufzustocken. Wie die Sächsische Zeitung im Februar 2019 berichtete, sei die Umstrukturierung abgeschlossen. Anschließend wurde der Firmensitz im Sommer 2019 nach Coswig verlegt.
Im August 2019 wurde bekannt, dass der Minderheitsgesellschafter und ehemalige Geschäftsführer Herbert Werner seine Anteile an der Meuselwitz Guss Eisengießerei GmbH ohne Wissen der Dihag Holding an die Silbitz Group verkauft hatte. Die Dihag Holding und die Silbitz Group haben einander widersprechende Stellungnahmen zu der Transaktion abgegeben – während die Silbitz Group eine strategische Partnerschaft verkündete, stritt die Dihag Holding Gespräche oder Absichten bezüglich einer solchen Partnerschaft ab.
Im September 2020 schied Benno Hank aus der Geschäftsführung der Dihag Holding aus. Zum neuen Geschäftsführer der Dihag Holding wurde der aus der Ukraine stammende und in Österreich lebende Viktor Babushchak bestellt. Im Geschäftsjahr 2021 konnte Babushchak den Jahresumsatz von 175 Mio. EUR des Vorjahres auf rund 220 Mio. EUR steigern. Wie die Sächsische Zeitung im März 2022 schrieb, ist die Dihag Holding mehrheitlich Eigentum des ukrainischen Unternehmers Oleksandr Petrov, dem Mehrheitseigentümer der börsennotierten IMC-Gruppe. Er übernahm die Mehrheit an der Dihag Holding bereits 2021. Eigenen, undatierten Angaben auf der Website zufolge werden 51 Prozent des Umsatzes in Deutschland erzielt, 42 in Europa und der Rest in Asien und Südamerika. Nach Branchen aufgeteilt entfällt der Großteil mit 36 respektive 33 Prozent auf Maschinenformguss beziehungsweise Handformguss, der restliche Teil auf Kokillen- und Walzguss (17 Prozent) und Stahlguss (14 Prozent).

## Tochterunternehmen
Unternehmen in der Dihag-Gruppe sind:
- Meuselwitz Guss Eisengießerei GmbH, Meuselwitz
- Walzengießerei Coswig GmbH, Coswig: gegründet 1892, seit 2002 bei der Dihag[19]
- Schmiedeberger Gießerei GmbH, Schmiedeberg
- Lintorfer Eisengießerei GmbH
- Stahl- und Hartgusswerk Bösdorf GmbH, Leipzig-Knautnaundorf
- Eisenwerke Arnstadt GmbH, Arnstadt
- DIHAG Hasenclever GmbH, Battenberg an der Eder: gegründet 1773, seit 2024 bei der Dihag
- Euro-Metall Kft, Ungarn
- Odlewnia Zeliwa Bydgoszcz, Polen